# Ernst Klemeyer
Ernst Klemeyer (* 19. April 1904 in Reer, Kreis Verden; † 14. Mai 1992 in Langen (Geestland)) war ein deutscher Verwaltungsjurist  und Kommunalbeamter.

## Leben
Als Sohn eines Landwirts besuchte Klemeyer das Domgymnasium Verden. Nach dem Abitur begann er an der Eberhard Karls Universität Tübingen Rechtswissenschaft und Volkswirtschaft zu studieren. Er wurde Mitglied der Straßburger Burschenschaft Arminia zu Tübingen. Er wechselte an die Christian-Albrechts-Universität zu Kiel und die Georg-August-Universität Göttingen.
Zum 1. März 1931 trat Klemeyer in die NSDAP (Mitgliedsnummer 453.714) und im selben Jahr in die SA ein, wo er zuletzt SA-Scharführer war. Nach Examen und Referendariat wurde er 1937 Regierungsrat und später bis 1945 Landrat des Kreises Land Hadeln. Er war Mitglied des Reichsbundes der Deutschen Beamten (RDB). Am Zweiten Weltkrieg nahm er als Unteroffizier bei einem Pionierbataillon teil.
Nach seiner Entlassung aus der Gefangenschaft in den Internierungslagern in Neumünster und Eselsheide arbeitete er bis 1951 als Hilfsarbeiter auf dem elterlichen Hof in Reer. 1951 bis 1969 war er Oberkreisdirektor des Landkreises Wesermünde. Er war 1952 bis 1986 Leiter der Hermann-Allmers-Gesellschaft und gehörte dem Heimatbund der Männer vom Morgenstern an, in dem er 1954 bis 1969 stellvertretender, dann bis 1972 Vorsitzender war. Er war Gründungsmitglied des Kreisreiterverbandes Wesermünde, 1954 bis 1969 Erster Vorsitzender des Kuratoriums für den Pferdesport, 1953 bis 1969 Vorsitzender des Verwaltungsrates der Kreissparkasse Wesermünde und 1963 bis 1976 Vorsitzender des DRK-Kreisverbandes Wesermünde.

## Ehrungen
- 1939: Kriegsverdienstkreuz (2. Klasse mit Schwertern)
- 1979: Hermann-Allmers-Preis
- Ehrenzeichen des Deutschen Roten Kreuzes